# Plaça de Mossèn Cinto Verdaguer (Tarragona)
La Plaça de Mossèn Cinto Verdaguer és una obra de Tarragona protegida com a Bé Cultural d'Interès Local.

## Descripció
Plaça de l'eixample de Tarragona en la que s'alcen tota una sèrie de blocs de pisos de les mateixes característiques i tipologia bastits els anys 50-60. Aquest fet confereix a la plaça un aspecte unitari i singular.